# Nowa Trzcianka
Nowa Trzcianka – wieś w Polsce położona w województwie mazowieckim, w powiecie węgrowskim, w gminie Grębków. Ma status sołectwa.
Wierni Kościoła rzymskokatolickiego należą do parafii św. Bartłomieja Apostoła w Grębkowie.
W latach 1975–1998 miejscowość administracyjnie należała do województwa siedleckiego.